# Fața lui Nan
Fața lui Nan – wieś w Rumunii, w okręgu Buzău, w gminie Costești. W 2011 roku liczyła 7 mieszkańców.